# 卡塔普尔走廊
卡塔普尔走廊是连接印度旁遮普邦德拉巴巴纳纳克和巴基斯坦旁遮普省达巴尔·萨希布·卡塔普尔锡克教神庙两大锡克教神庙的边境走廊。印度的锡克教徒信徒通过该走廊可以无需签证前往距离印巴边境4.7公里的卡塔普尔锡克教神庙。
早在1999年初，印度总理阿塔尔·比哈里·瓦杰帕伊和巴基斯坦总理納瓦茲·謝里夫分别提出卡塔普尔走廊方案，并将之列入德里-拉合尔巴士外交方案。
2018年11月26日，印度方面举行走廊奠基仪式，两日后巴基斯坦也举行典礼。工程最终于2019年11月12日锡克教宗师古魯那納克诞辰550周年之际落成。
2019年3月14日，印巴双方举行首次卡塔普尔朝圣走廊会议，就印度朝圣者通过该走廊赴巴境内朝圣有关协议条款进行了讨论，中方表示欢迎。
巴基斯坦总理伊姆兰·汗表示，巴方认为卡塔普尔走廊将会是一条引领当地步向繁荣，为我们下一代的和平事业带来光明未来的道路，表示巴基斯坦开放的不仅是边境，还有联系锡克教社群的心。印度总理纳伦德拉·莫迪认为走廊开放堪比柏林墙倒塌，有助于消弭两国紧张关系。
此前，印度信众若要前往卡塔普尔朝圣，须到拉合尔乘坐大巴，经过125公里的行程抵达。实际上，民众从边境印度一侧就能看到位于巴基斯坦一侧的达巴尔·萨希布·卡塔普尔锡克教神庙。印度还搭建了高架观景平台，供民众利用双筒望远镜观看景色。

## 背景
公元1504年，锡克教宗师古鲁那纳克在拉维河右岸卡塔普尔建立首个锡克教社区。宗师1539年去世后，印度教徒和穆斯林都宣称古鲁那纳克是自己的宗师，并按照他的回忆建立了陵墓，两座陵墓由一堵墙连接。随着拉维河走向的不断变化，河水冲掉了两座陵墓，取而代之的是一个新的定居点，也就是今天拉维河左岸的德拉巴巴纳纳克。
1947年，印巴分治，印巴两国分隔了拉维河地区。双方的分界线雷德克里夫线将拉维河右岸含括卡塔普尔在内的沙加尔乡划给巴基斯坦，左岸的古尔达斯普尔乡划给了印度。两国分治后，印度的锡克教徒通过非正式路线前往卡塔普尔，须穿过一座横跨拉维河、连接德拉巴巴纳纳克和卡塔普尔·萨希布锡克教神庙的大桥。然而大桥于第二次印巴战争中被毁。
1948年，最高阿卡利党要求印度政府收回南卡纳萨希布和卡塔普尔的锡克教圣地。这项要求一直持续到1959年，不过印度国民大会党控制的旁遮普邦议会反对修改已经定下的边境。1969年，古鲁那纳克诞辰500周年，总理英迪拉·甘地承诺向巴基斯坦政府叫糊涂地，将卡塔普尔萨希布收归印度。上述承诺未实现。然而，1974年9月，印巴两国签订宗教圣地出行协议书。到2005年，协定书增加出行次数和访问地点数量。然而，卡塔普尔并未列入1974年协定规定的地点。印度对外事务部表示，印方曾要求纳入卡塔普尔，但未获得巴方同意。
卡塔普尔锡克教圣庙的看守人戈宾德·辛格（Gobind Singh）表示，圣庙于1947年到2000年关闭。期间圣庙虽然接待朝圣者，但不设工作人员，内部不开放。后来到2000年9月，也就是古鲁那纳克逝世纪念日前夕，巴基斯坦政府开始修缮神庙，神庙于2004年9月重新开放。卡塔普尔走廊任务最初由巴比山·辛格·高拉雅（Bhabishan Singh Goraya）提出，过去24年间，他一直在积极推动项目。
阿卡利党党魁库尔德·辛格·瓦达拉（Kuldeep Singh Wadala）表示，2003年前，神庙被荒废，村民们把它当成牛棚，周围土地用作农地。然而，自2003年以来，巴基斯坦政府已采取措施维护锡克教宗教圣地。

## 工程
两国总理纳瓦兹·谢里夫和阿塔尔·比哈里·瓦杰帕伊任内于1998年首次提出开放卡塔普尔过境的设想。1999年大巴外交方案期间的进一步讨论结束后，巴基斯坦修缮了卡塔普尔萨希布神庙，印度民众从边境便可远眺神庙。随后的卡吉尔战争将印巴两国关系拖入低谷，不过佩尔韦兹·穆沙拉夫曾给走廊的建设“开绿灯”。
曼莫汉·辛格首次出任印度总理期间，于2004年在旁遮普的一次讲话中再度提出走廊计划。同年启动的印巴“综合对话进程”提出将阿姆利则–拉合尔–卡塔普尔公路网连接到卡塔普尔。
2008年，印度外交部长普拉纳布·慕克吉向巴基斯坦外交部长沙阿·迈赫穆德·库雷希提出“免签证”前往卡塔普尔的设想。虽说官方没有回应，但巴基斯坦私下向锡克教社群表达了开放的意愿。但到了2012年，印度政府也没有回应，而两国之间的敌对关系显然是计划搁置的症结所在。
2008年6月20日，阿卡利党党魁库尔德·辛格·瓦达拉在德拉巴巴纳纳克举行新闻发布会。前美国驻印度大使和多轨道外交研究所（Institute for Multi-Track Diplomacy）创办人约翰·W·麦克唐纳（John W. McDonald）呼吁建立“和平的走廊、地区”连接边境两侧的圣地。6月28日，时任印度外长普拉纳布·慕克吉表示印度政府会对和平走廊的可行性作研究。然而，2008年孟买连环恐怖袭击再度使两国关系陷入冰点，走廊倡议受搁置。于是，华盛顿的锡克教社群成员与多轨道外交研究所共同承担了走廊的可行性研究。2010年8月，研究所发布题为《卡塔普尔和平走廊》（Kartarpur Marg）的报告书。报告指，走廊耗资1700万美元，其中巴方占1480万，印度占220万，获得锡克教侨民的热烈支持。2010年11月，旁遮普邦立法议会投票一致赞成在两点间设立国际通道的决议，并于2010年10月1日将文件递交给印度联邦政府。
2018年8月，印度旁遮普邦旅游部长纳夫乔特·辛格·西杜出席巴基斯坦总理伊姆兰·汗的伊姆兰·汗就职典礼。会上，巴基斯坦陆军参谋长卡马尔·贾韦德·巴杰瓦向西杜表达了愿意在古鲁纳纳克诞辰550周年开通走廊的意愿。时间框架确立了，项目开始有条不紊地推进。同月，由旁遮普邦首席部长阿马林达·辛格提出的另一项关于走廊的协议获得旁遮普地方邦议会投票一致通过。之后，旁遮普邦政府接触印度总理，讨论走廊开放的事宜。2018年10月30日，旅美锡克教群体向印度总理寻求开放走廊的帮助。2018年11月，印度部长联盟理事会通过了设立走廊的计划，呼吁巴基斯坦同步进行。巴基斯坦外长沙阿·迈赫穆德·库雷希在推特回应称巴基斯坦已经将开放走廊的意愿传达给印度。
2018年11月28日，巴基斯坦总理伊姆兰·汗出席在旁遮普省的纳罗瓦尔县举行的奠基仪式。两天后印度副总统温凯亚·奈都在旁遮普邦古尔达斯普尔县奠定基石。根据美国一家公司介绍，走廊的勘察工作由巴基斯坦政府完成，设计和征地工作2018年12月开展，2019年11月1日项目完工。按巴基斯坦边境工程组织的计划，当地将会有4.7公里的专用高速公路，其中拉维河上方将会有一座800米的大桥，是将印度朝圣者带到卡塔普尔的穿梭巴士的“入口航站楼”，该地会给朝圣者提供临时住宿和帐篷。预计朝圣者需要进行生物特征检查，拿到特别通行证才能通行。同时，卡塔普布尔神庙也扩建以容纳朝圣者。走廊将设置配套的综合大楼，楼内设有国际规格的酒店、数百套公寓、两个商业区、两座停车场、边境设施区、一个发电站、游客服务中心和多间办公室。项目工程第一期于2019年11月初完成。
印度方面的印度陆港局、印度国家公路局和Ceigall有限公司负责走廊印度方的工程。工程于2019年10月在德拉巴巴纳纳克修建了一条综合检查站、3.5公里的四车道高速公路和一座100米的桥梁。
2019年8月，印巴两国同意印度公民免签证前往卡塔普尔，但就印度领事馆官员派驻现场的问题存在分歧。
2019年10月24日，印度联邦内政部长内部安全事务联合秘书S·C·L·达斯（S.C.L. Das）与巴基斯坦外交办公室南亚和南亚区域合作联盟总干事穆罕默德·费萨尔在德拉巴巴纳纳克附近的边境小镇古达斯布尔签署谅解备忘录。签署协议为每天5000名印度朝圣者免签证到访圣地铺平道路。协议规定，参观萨希布·卡塔普尔锡克教神庙的朝圣者需要从早上出发，晚上回程。每位访客需缴纳20美金的服务费，然而费萨尔表示这笔费用只能支付目前运营费用的三分之一。然而，印度敦促巴基斯坦免除朝圣者的费用。对此，巴基斯坦总理伊姆兰·汗于2019年11月1日在推特宣布，揭幕仪式当天和2019年11月12日古鲁纳纳克诞辰550周年之际不会向印度的锡克教朝圣者收取任何费用，之后的日子需要收费。巴基斯坦政府将前往卡塔普尔朝圣人士的免签要求延长到1年，但印度对外事务部表示，根据两国之间的协议，到访需要持护照。

## 落成
2019年11月9日，卡塔普尔走廊揭幕仪式在达巴尔·萨希布·卡尔塔普综合大楼举行，约12000名朝圣者到场出席 。巴基斯坦伊姆兰·汗接待朝圣者，用一把锡克弯刀揭开由热气球拉起的帘布。伊朗兰在致辞中表示，巴基斯坦相信卡塔普尔走廊将会是一条引领当地步向繁荣，为我们下一代的和平事业带来光明未来的道路，表示今天巴基斯坦开放的不仅是边境，还有联系锡克教社群的心。首批前往神庙朝圣的人士是来自锡克武装团体贾塔的550多人。印度总理纳伦德拉·莫迪在致辞中对此举表示欢迎，认为两国走廊的开放堪比柏林墙倒塌，有助于缓和两国紧张局势。他感谢巴基斯坦总理伊姆兰·汗·尼亚齐尊重印度民众的情绪。莫迪在揭幕仪式上挥舞代表朝圣团的贾塔旗帜后，把它转交给阿卡尔王座神庙的贾塔领袖贾尼·哈普雷特·辛格（Giani Harpreet Singh）。
在阿卡尔王座神庙贾德达尔辛格的带领下，朝圣团穿过走廊进入巴基斯坦，向卡塔普尔神庙致敬。印度锡克教代表团的人员包括前总理曼莫汉·辛格、旁遮普邦首席部长阿马琳达·辛格、前板球运动员现政治人物纳夫乔特·辛格·西杜、前演员现政治人物桑尼·戴尔等巴基斯坦总理伊姆兰邀请出席仪式。
贾斯达尔·辛格在会上感谢两国政府建造走廊。纳夫乔特·辛格·西杜表示总理伊姆兰开放走廊是赢得锡克教社群人心之举。他表示，马其顿的亚历山大三世靠打仗赢得民心，而汗总理靠允许锡克教徒进入他们的圣地卡塔普尔赢得人心。然而，此前印度政府拒绝批准西杜前往巴基斯坦出席仪式，引起不小的争议。前总理辛格和一名巴基斯坦人在典礼上阅读了穆罕默德·伊克巴勒关于古鲁纳纳克的诗《远征钟声》。

## 安全问题
2019年11月1日，印度情报部门表示圣庙所在纳罗瓦尔县发现疑似恐怖分子训练营，但巴基斯坦外交部驳斥印度媒体的说法是毫无根据的政治宣传。2019年，巴基斯坦陆军在卡塔普尔神庙内发现一枚附有横幅的遗留炸弹，据称印度空军在1971年印巴战争在该地投掷炸弹，意图炸毁神庙。

## 评价
拉合尔历史学家法基尔·S·阿贾祖丁（Fakir S. Aijazuddin）认为走廊是印度和巴基斯坦之间跨境关系的“独特实验”，表示以古鲁纳纳克代表的普遍性可以将所有宗教的人民聚集在一起。卡塔普尔走廊是古鲁纳纳克的遗产项目，反映出上师的生活方式。这个项目被视为两个旁遮普地区人民间“令人心动的”交流 。

## 延伸阅读
- Jha, Prem Shankar, , Oxford University Press, 1996  [2019-11-11], ISBN 978-0-19-563766-3, （原始内容存档于2017-03-26）
- McDonald, John, , Zachariah Cherian Mampilly  (编), , ABC-CLIO: 73–, 2011  [2019-11-11], ISBN 978-0-313-37576-7, （原始内容存档于2022-03-19）